# Alhard Graf von dem Bussche-Kessell
Alhard Hermann Friedrich-Wilhelm Limbrecht Graf von dem Bussche-Ippenburg genannt von Kessell (* 30. Juni 1947 in Ippenburg) ist ein deutscher Diplom-Kaufmann, Waldbauer und Wasserschlossbesitzer.

## Familie
Alhard Graf von dem Bussche-Kessell gehört dem Adelsgeschlecht Bussche an. Seine Eltern sind Albrecht Graf von dem Bussche-Ippenburg gen. von Kessel und Ariane Gräfin von Schlieffen. Er heiratete 1975 auf Burg Hohenzollern Elisabeth Christine, geb. Herzogin zu Mecklenburg (* 1947), eine Tochter aus der Ehe von Georg Alexander Herzog zu Mecklenburg und Ilona Habsburg-Lothringen. Die Ehe mit Elisabeth Christine wurde 1995 geschieden; aus der Beziehung gingen drei Kinder hervor. Er ist in zweiter Ehe verheiratet mit Gevinon Freiin von Medem (* 1957), die 1994 eine Biografie über Axel von dem Bussche veröffentlichte. Auch aus der zweiten Ehe gingen drei Kinder hervor.
Die Familie Bussche-Ippenburg ist Besitzer der Schlösser Ippenburg und Neuenhof und den zugehörigen land- und forstwirtschaftlichen Flächen. Nachdem Graf von dem Bussche-Kessell seinem Bruder Philipp den Ippenburger Betrieb übergeben hatte, zog er nach Neuenhof.

## Leben
Bussche-Ippenburg studierte Wirtschaftswissenschaften und ist als Unternehmer und Waldbauer tätig. Er bewirtschaftet seit 1974 das denkmalgeschützte Familiengut Schloss Neuenhof, dessen Innenbereich er der Öffentlichkeit  nicht zur Besichtigung zugänglich machen möchte.
Er gründete die Holzvermarktungsgemeinschaft Sauerland mit dem Holzkontor Sauerland. Er engagierte sich im Ausschuss für Betriebswirtschaft des Deutschen Forstwirtschaftsrates (1989 bis 2004) und ist seit 2004 im Landschaftsausschuss der Stiftung Westfälische Landschaft.
Zwischen 1979 und 1984 gehörte er dem Rat der Stadt Lüdenscheid an.
Am 1. März 2013 wurde er mit dem Bundesverdienstkreuz am Bande des Verdienstordens der Bundesrepublik Deutschland für sein besonderes Engagement und seine Ehrenämter geehrt. Unter anderem war er im Vorstand der AG Naturgemäße Waldwirtschaft (1989 bis 2007), Berater des Vorstands des Waldbauernverbandes NRW (1995 bis 2002) sowie in der Tarifkommission für Waldarbeiter und Forstangestellte des Westfälisch-Lippischen Arbeitgeberverbandes für die Land- und Forstwirtschaft (1985 bis 2002), davon sieben Jahre als Vorsitzender. Von 2000 bis 2011 war er Vorsitzender des Grundbesitzerverbandes NRW.
Er ist Ehrenritter des Johanniterordens und steht seit 2010 dem Kuratorium des Johanniterhauses Hagedornskamp vor.

## Auszeichnungen
- 2013 – Bundesverdienstkreuz am Bande des Verdienstordens der Bundesrepublik Deutschland für sein besonderes Engagement und seine Ehrenämter[4][5]